# 3096 Bezruč
A 3096 Bezruč (ideiglenes jelöléssel 1981 QC1) a Naprendszer kisbolygóövében található aszteroida. Zdenka Vávrová fedezte fel 1981. augusztus 28-án.